# (238) Hypatie
Pour les articles homonymes, voir Hypatie (homonymie).
(238) Hypatie (désignation internationale (238) Hypatia) est un astéroïde de la ceinture principale découvert par Viktor Knorre le 1er juillet 1884.
Son nom fait référence à la philosophe Hypatie d'Alexandrie.